# 487 (numero)
Quattrocentoottantasette (487)  è il numero naturale dopo il 486 e prima del 488.

## Proprietà matematiche
- È un numero dispari.
- È un numero difettivo.
- È il 93º numero primo, dopo il 479 e prima del 491.
- È un numero felice.
- È un numero palindromo nel sistema di numerazione posizionale a base 8 (747).
- È un numero fortunato.
- È un numero congruente.
- È parte della terna pitagorica (487, 118584, 118585).

## Astronomia
- 487 Venetia è un asteroide della fascia principale del sistema solare.
- NGC 487 è una galassia spirale della costellazione della Balena.

## Astronautica
- Cosmos 487 è un satellite artificiale russo.